# Stary Kiełbów
Stary Kiełbów (prononciation : [ˈstarɨ ˈkʲɛu̯buf]) est un village polonais de la gmina de Stara Błotnica dans le powiat de Białobrzegi de la voïvodie de Mazovie dans le centre-est de la Pologne.

## Histoire
De 1975 à 1998, le village appartenait administrativement à la voïvodie de Radom.